# The Fireman (pel·lícula)
 The Fireman és una pel·lícula estatunidenca dirigida per Charlie Chaplin i Edward Brewer (direcció tècnica) i actuació del mateix Chaplin, Edna Purviance, Lloyd Bacon i Eric Campbell. Va ser estrenada el 12 de juny de 1916. Per primera vegada, Charles Chaplin és totalment lliure en l'aspecte artístic.

## Argument
En un quarter, els bombers estan obsessionats per l'alarma d'incendis. Un sol objectiu: estar a punt així que sona. Per desgràcia un d'ells, Charlie Chaplin, no és molt espavilat. Un dia es presenten a l'estació de bombers Edna i el seu pare. Aquest demana al cap de la brigada que deixi que la seva casa es cremi per poder això cobrar l'assegurança. A canvi li donarà la mà de la seva filla. Mentrestant, Charlie s'ha enamorat d'Edna.
Poc després es crema la casa però el pare s'adona que Edna s'ha quedat adormida a la seva habitació per lo que el pare corre a demanar ajuda. Charlie condueix el camió de bombers a tota velocitat i afrontant el perill puja dos pisos per salvar Edna i la salva deixant un final obert a totes les seves esperances.

## Repartiment
- Charles Chaplin: El bomber
- Eric Campbell: Cap de la brigada
- Edna Purviance: La noia
- Lloyd Bacon: El pare de la noia
- Albert Austin: Bomber
- John Rand: Bomber
- James T. Kelley: Bomber
- Frank J Coleman: Bomber
- Henry Bergman: Bomber
- Leo White: El propietari de la casa en flames
- Fred Goodwins (Bomber; lleter. No acreditat)
- Charlotte Mineau (Mare, no acreditada)

## Producció
La pel·lícula mostra algunes escenes als carrers dels voltants de Los Angeles, es va filmar en part en una estació de bombers autèntica i va usar dues cases que havien de ser derruïdes per a l'escena de l'incendi. Tot i que a nivell de producció té és molt superior, aquesta pel·lícula no és molt més sofisticada que les seves primeres amb la Keystone, amb uns bombers que són reminiscents dels Keystone Cops.